# Berlin Marathon
Berlin Marathon er et årligt tilbagevendende maratonløb, der foregår i Berlin i slutningen af september måned.
Løbet arrangeres af den berlinske løbeklub SC Charlottenburg, og blev afholdt første gang d. 13. oktober 1974 med 286 løbere, i 2006 deltog 39.636 løbere.
I 1984 blev Berlin Marathon vundet af danskeren John Skovbjerg fra AGF i tiden 2:13:35, der på dette tidspunkt var uofficiel løbsrekord. John Skovbjerg, der var dansk mester i marathon 1983, er den hidtil eneste danske vinder af Berlin Marathon.
Ved 2007-løbet satte Haile Gebrselassie verdensrekord i marathon-distancen med tiden 2:04:26, og han gentog bedriften under løbet i 2008, hvor han forbedrede sin egen verdensrekord med 27 sekunder til 2:03:59.
Berlin Marathon er et af de seks maratonløb, der udgør World Marathon Majors. De fem andre er Tokyo Marathon, Boston Marathon, London Marathon, Chicago Marathon og New York City Marathon.